# Церковь Рождества Пресвятой Богородицы (Большое Скуратово)
Церковь Рождества Пресвятой Богородицы — православный храм Тульской епархии, расположен в селе Большое Скуратово (Чернский район Тульской области). В настоящее время Церковь Рождества Пресвятой Богородицы является действующим храмом.
Престолы: Рождества Пресвятой Богородицы, Николая Чудотворца, Алексия, митрополита Московского.

## История
Церковь построена в 1767 году на средства капитана флота Алексея Ивановича Скуратова (он был одним из первооткрывателей Северного морского пути). А. И. Скуратов, выйдя в отставку, поселился в Журавино. После смерти его похоронили в им же построенной церкви. Журавино после его смерти стало называться Скуратовым.
В 1826 году имение Скуратовых купил князь Шаховской Иван Леонтьевич, участник Бородинской битвы. В 1850 году храм обновлён князем Шаховским.
В 1895 году в селе открыли школу грамоты. Она располагалась в церковной караулке. В 1897 году в школе обучалось 34 мальчика и 1 девочка, законоучителем был священник Николай Мерцалов, а учителем — не имевший учительского звания псаломщик Нечаев.
С 2011 года часть Белёвской епархии (Плавское, Тепло-Огаревское и Чернское благочиние). Настоятель — иерей Антоний Викторович Меркулов.

## Архитектура
Церковь размером 21×21 м. (в плане) довольно необычна для русской храмовой архитектуры.
Церковь кирпичная, в плане имеет форму креста, приделы и притворы обращены по сторонам света. Основной объём храма завершается куполом и главкой вычурной формы на восьмигранном основании. Главка с железными журавцами, грани основных объёмов фланкированы плоскими сдвоенными пилястрами, углы приделов и притвора раздвоены. Главные фасады приделов и притвора завершаются полуглавнями, опирающимися на парные трехчетвертные колонны по обеим сторонам входных проемов. Все проемы первого яруса (храм, придел, притвор) арочной формы с трехцентровыми перемычками. Окна второго яруса — прямоугольные. В алтаре, приделах и притворе своды бочарные.
Помимо главного алтаря, посвященного Рождеству Пресвятой Богородицы, в храме есть два придельных алтаря: во имя Святого Чудотворца Николая и во имя Святого Алексия, митрополита Московского.

## Современность
В советское время храм был разграблен и закрыт (1929). Вновь стал действующим в 2000 году, после чего начались восстановительные работы.
У здания утрачены основания главок и сами главки, кровля, решетки окон, крыльцо западного входа, декоративная отделка интерьеров, разрушено основание входа у южного придела, повреждена западная и восточная стены. В притворе в юго-западном углу сохранился вход на узкую лестницу с деревянными ступеньками, ведшую ранее на чердак. а данный момент храм восстанавливается и действует.
Возле храма Рождества Богородицы расположен колодец, являющийся ровесником церкви. Ежегодно его обновляют, а во время церковных праздников в нём освящают воду.

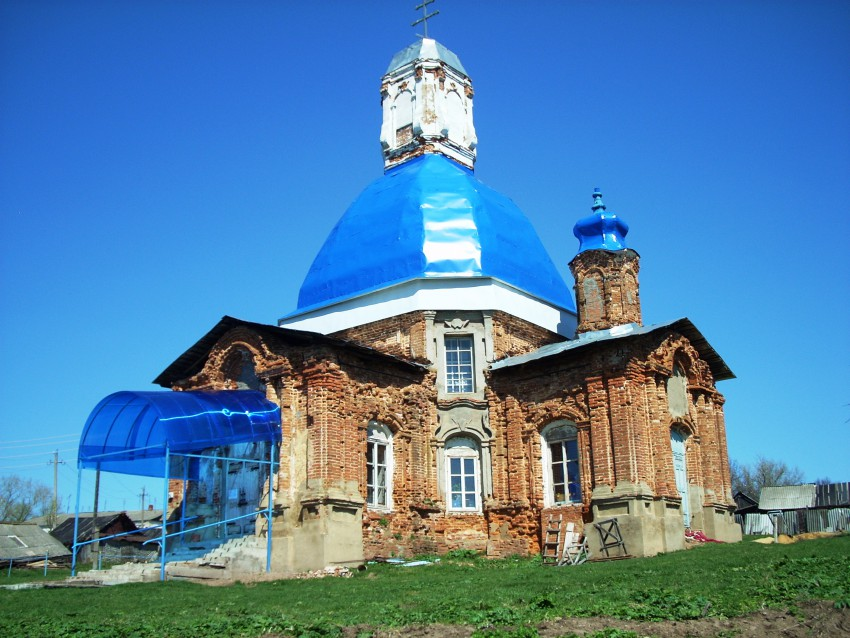
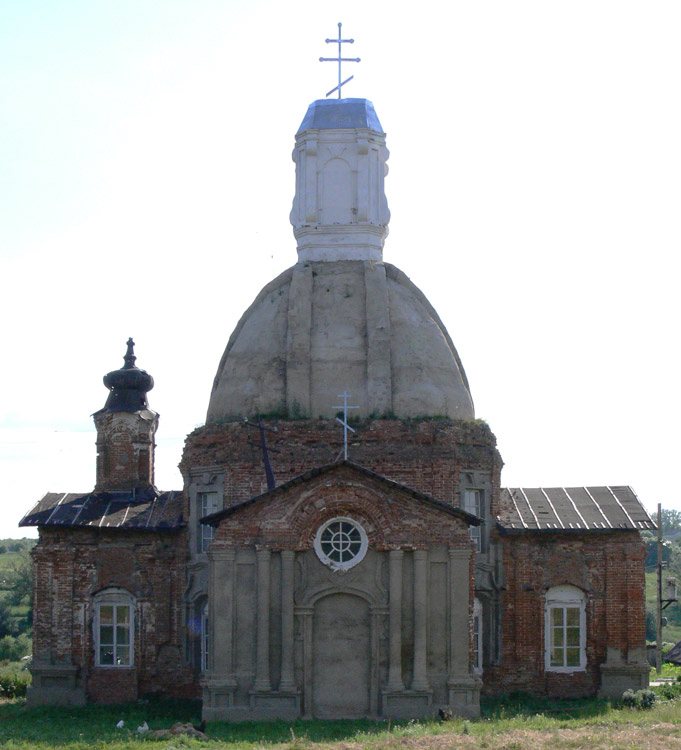
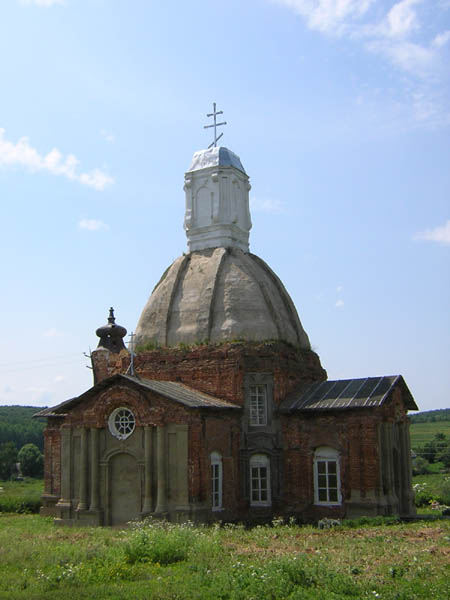